# Nevesített buddhák listája

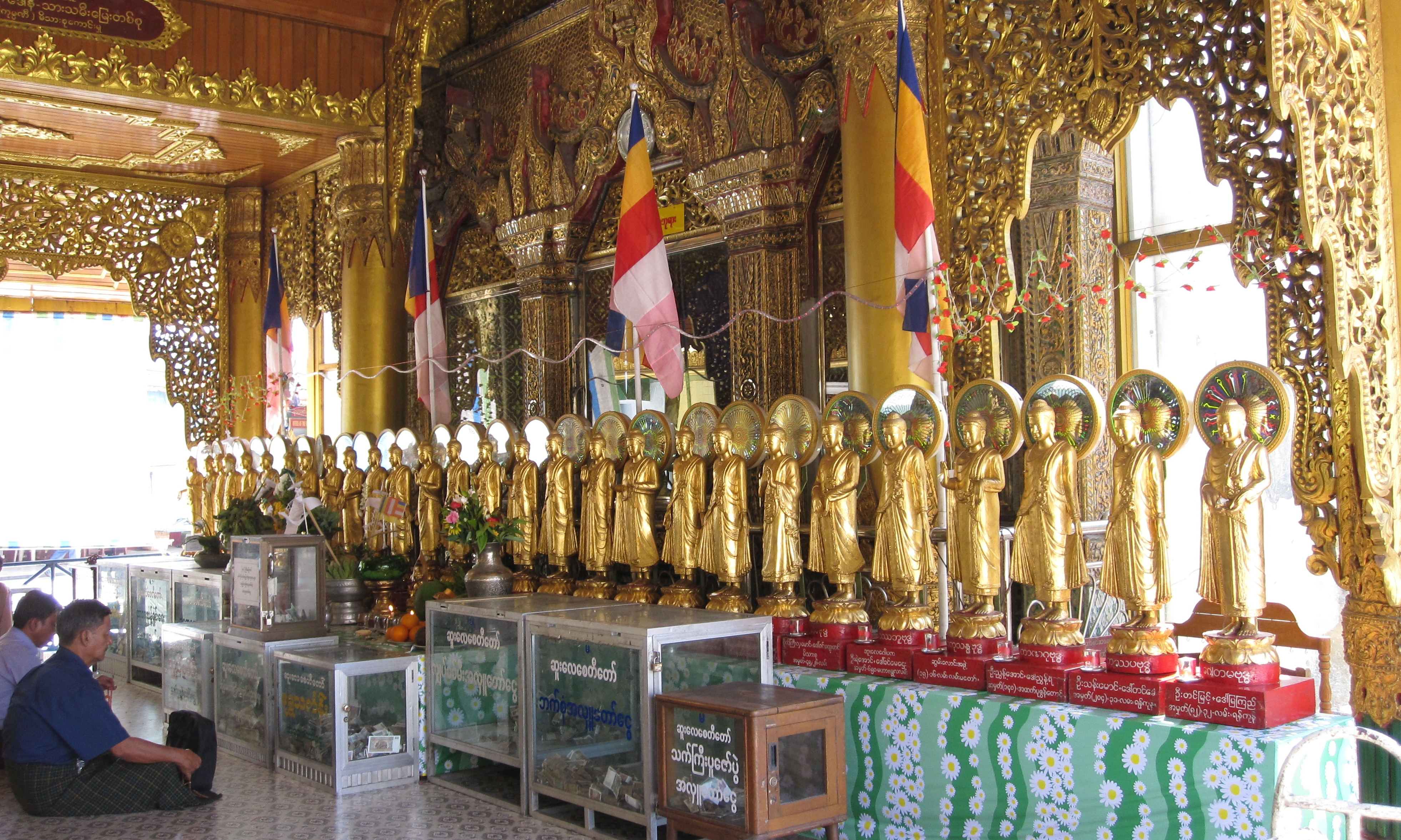
Buddhista emberek a ranguni (Mianmar) Szule pagodában tiszteletüket fejezik ki a Buddhavamsza 27. fejezetében leírt 28 buddha előtt.

Azokban az országokban, ahol az emberek többsége a théraváda buddhizmust gyakorolja (Srí Lanka, Kambodzsa, Laosz, Burma, Thaiföld), hagyományos buddhista fesztiválokat tartanak a Buddhavamsza (Buddhák krónikája) 27. fejezetében leírt 28 buddhára emlékezve. A Buddhavamsza elsősorban Gautama Buddha és az őt megelőző 27 Buddha életét meséli el. A Buddhavamsza a  Khuddaka-nikája része, amely a Szutta-pitaka ötödik gyűjteménye. A Szutta-pitaka a théraváda páli kánon (Tipitaka) három fő gyűjteménye közül a második.
Ezek közül az első három buddha — Tanhankara, Medhankara és Saranankara — Dípankara Buddha előtt éltek. A negyedik buddha volt Dípankara, aki megjövendölte (nijatha vivarana) egy ifjú brahminnak, hogy ő lesz a jövőben Gautama Buddha. Dípankara után még 23 "nemes" ember (arija-puggala) érte el a megvilágosodást Gautama, a történelmi Buddha előtt.
A Buddhavamsza által leírt 28 buddha nem a buddhizmus által létezőnek vélt összes buddha. Valójában Gautama Buddha az tanította, hogy a múlt kalpáiban (eon) megszámlálhatatlan buddha létezett.
Sok buddhista teszi tiszteletét a jövőbeli (azaz 29.) Buddha, Maitréja előtt is. A buddhista szövegek szerint Maitréja Buddha követi majd Gautamát. Ő is önerőből fogja elérni a megvilágosodást és tanítja majd a tiszta dharmát. Maitréja eljövetelének jóslata szerepel a théraváda, a mahájána és a vadzsrajána kanonikus irodalmaiban is.

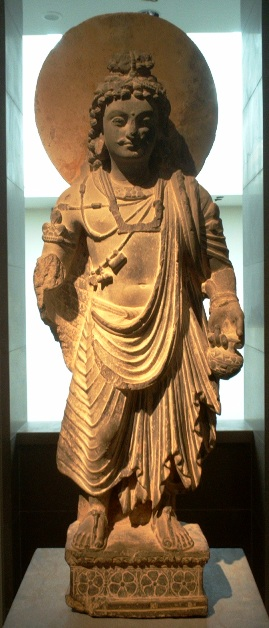
Maitréja a 2. századi gandhárai művészeti korból

## Az antikvitás hét buddhája
A buddhista hagyományok szerint minden kalpában (történelmi kor) ezer buddha születik. Az előző kalpát vjuhakalpának (dicsőséges eon), a jelenlegit pedig bhadrakalpának (kedvező eon) nevezik. A hét ókori buddha  (Szaptatathágata) átível a vjuhakalpa és a bhadrakalpa között:
1. Vipasszí (a vjuhakalpa 998. buddhája)
2. Szikhí (a vjuhakalpa 999. buddhája)
3. Vesszabhú (a vjuhakalpa 1000. és egyben legutolsó buddhája)
4. Kakuszandha (a bhadrakalpa első buddhája)
5. Konágamana (a bhadrakalpa második buddhája)
6. Kasszapa (a bhadrakalpa harmadik buddhája)
7. Gautama (a bhadrakalpa negyedik és egyben jelenlegi buddhája)

Az antikvitás 7 buddhája után fog következni Maitréja, a bhadrakalpa ötödik buddhája.

## A 29 nevesített buddha
|    | Páli név     | Kaszt            | Születési hely                 | Szülők                                          | Bodhirukka (megvilágosodás fája) | Gautama inkarnációja                                       |
| -- | ------------ | ---------------- | ------------------------------ | ----------------------------------------------- | -------------------------------- | ---------------------------------------------------------- |
| 1  | Tanhankara   |                  |                                | Szunandha király és Szunandha királynő          | Rukkaththana                     |                                                            |
| 2  | Medhankara   |                  |                                | Szudheva és Jasódhara                           | Kaela                            |                                                            |
| 3  | Szaranankara |                  |                                | Szumangala és Jaszavathi                        | Pulila                           |                                                            |
| 4  | Dípankara    | Brahmin          | Rammavatinagara                | Szudheva és Szumedhaja                          | Pipphala                         | Szumedha (vagy Szumati, vagy Megha Mánava, gazdag brahman) |
| 5  | Kondannya    | Ksatrija         | Rammavatinagara                | Szunanda és Szudzsata                           | Szalakaljána                     | Vidzsitavi                                                 |
| 6  | Mangala      | Brahmin          | Uttaranagara (Madzshimmadesza) | Uttara és Uttara                                | Naga                             | Szurucsi (Sziribrahmano)                                   |
| 7  | Szumana      | Ksatrija         | Mekhalanagara                  | Szudasszana és Szirima                          | Naga                             | Atulo király                                               |
| 8  | Revata       | Brahmin          | Szudhannavatinagara            | Vipala és Vipula                                | Naga                             | egy brahman                                                |
| 9  | Szobhita     | Kshatriya        | Szudhammanagara                | Szudhammanagara (apa) és Szudhammanagara (anya) | Naga                             | Szudzsata, brahman (Rammavati)                             |
| 10 | Anomadasszi  | Brahmin          | Csandavatinagara               | Jaszava és Jasódara                             | addzsuna                         | egy Jaksa király                                           |
| 11 | Paduma       | Ksatrija         | Csampajanagara                 | Aszama és Aszama                                | szalala                          | egy oroszlán                                               |
| 12 | Nárada       |                  | Dhammavatinagara               | Szudheva király és Anopama                      | szonaka                          |                                                            |
| 13 | Padumuttara  | Ksatrija         | Hanszavatinagara               | Anurula és Szudzsata                            | szalala                          | Dzsatilo, aszkéta                                          |
| 14 | Szumedha     | Ksatrija         | Szudaszananagara               | Szumedha (apa) és Szumedha (anya)               | nipa                             | Uttaro                                                     |
| 15 | Szudzsáta    |                  | Szumangalanagara               | Uggata és Pabbavati                             | velu                             | csakravarti                                                |
| 16 | Pijadasszi   |                  | Szudannanagara                 | Szudata és Szubaddha                            | kakudha                          | Kasszapa, brahmin (Szirivattanagara)                       |
| 17 | Atthadasszi  | Ksatrija         | Szonanagara                    | Szagara és Szudasszana                          | csampa                           | Szuszino, brahman                                          |
| 18 | Dhammadasszí | Ksatrija         | Szurananagara                  | Szuranamaha és Szunanada                        | bimbadzsala                      | Indra, istenek vezére (devák)                              |
| 19 | Sziddhártha  |                  | Vibharanagara                  | Udeni és Szuphasza                              | kanihani                         | Mangal, brahman                                            |
| 20 | Tissza       |                  | Khemanagara                    | Dzsanaszando és Paduma                          | asszana                          | Szudzsata király                                           |
| 21 | Phussza      | Ksatrija         | Kási                           | Dzsajaszena és Sziremájá                        | amalaka                          | Vidzsitavi                                                 |
| 22 | Vipassí      | Ksatrija         | Bandhuvatinagara               | Vipasszí (apa) és Vipasszí (anya)               | patali                           | Atula király                                               |
| 23 | Szikhí       | Ksatrija         | Arunavattinagara               | Arunavatti és Paphavatti                        | pundariko                        | Arindamo (Paribhuttanagara)                                |
| 24 | Vesszabhú    | Ksatrija         | Anupamanagara                  | Szuppalittha és Jasavati                        | szala                            | Szadasszana (Szarabhavatinagara)                           |
| 25 | Kakuszandha  | Brahmin          | Khemavatinagara                | Agidatta és Viszakha                            | airisza                          | Khema király                                               |
| 26 | Konágamana   | Brahmin          | Szobhavatinagara               | Jannadatta a brahman és Uttara                  | udumbara                         | A Mithila hegység királya, Pabbata                         |
| 27 | Kassapa      | Brahmin          | Baranasinagara                 | Brahmadatta a Brahman, and Dhanavati            | nigroda                          | Dzsotipala (Vappulla)                                      |
| 28 | Gautama      | Ksatrija         | Lumbini                        | Suddhódana és Májá                              | fügefa (Ficus religiosa)         | Siddartha Gautama, a Kshatriya                             |
| 29 | Maitréja     | jövendölt Buddha | jövőbeli Buddha                | jövőbeli Buddha                                 |                                  |                                                            |

### Nyomtatott
- A Buddhák vonala, A páli kánon kis antológiája: Buddhavamsza, a buddhák vonala és Csarijá-pitaka avagy a magaviselet módozatainak gyűjteménye, 1. kiadás, London: Milford (1938) (angolul)
- A Buddhák vonala, Buddhák geneológiája, 1. kiadás, Mumbai: Mumbai Egyetemi Kiadványok (1969) (angolul)
- Vicsittaszarabivamsza, U. 9. fejezet: A 24 Buddha krónikája, Buddhák nagy krónikája, Első kötet, második rész, 1. kiadás, Rangun, Mianmar: Ti=Ni Kiadványközpont, 130–321. o. (1992) (angolul)

### Internetes
- A 24 Buddha krónikája, - Mingun Sayadaw, szerkesztette és angolra fordította U Ko Lay és U Tin Lwin, Rangun, Mianmar. Csak az 1, 22, 23, és 24. fejezeteket tartalmazza.